# Elytroleptus humeralis
Elytroleptus humeralis là một loài bọ cánh cứng trong họ Cerambycidae.